# دانیله میگنانلی
دانیله میگنانلی (انگلیسی: Daniele Mignanelli؛ زادهٔ ۱۰ مهٔ ۱۹۹۳) بازیکن فوتبال اهل ایتالیا است.
از باشگاه‌هایی که در آن بازی کرده‌است می‌توان به باشگاه فوتبال نووارا، باشگاه فوتبال آسکولی، و باشگاه فوتبال دلفینو پسکارا اشاره کرد.